# Sotto il segno di Marte
Sotto il segno di Marte (Born Under Mars) è un romanzo di fantascienza dello scrittore britannico John Brunner, pubblicato nel 1967. In italiano è stato tradotto per la prima volta nel 1973 da Roberta Rambelli per la Casa Editrice La Tribuna nella collana "Galassia".

## Trama
Ray Mallin, terrestre nato su Marte, si trova coinvolto suo malgrado nella guerra non dichiarata fra Orsi e Centauri, due civilizzazioni spaziali di origine terrestre ma aventi caratteristiche e attitudini molto differenti.

## Edizioni
- John Brunner, Sotto il segno di Marte, traduzione di Roberta Rambelli, Piacenza, Casa Editrice La Tribuna, 1973,  p. 158.